# 라마코스
라마코스(고대 그리스어: Λάμαχος, Lamachus)는 펠로폰네소스 전쟁에 참가한 고대 아테나이의 장군이다. 그는 기원전 435년 무렵부터 군의 지휘를 시작해 기원전 420년 중반에 명성을 높였다. 아테나이의 희극 작가 아리스토파네스는 《아카르나이의 사람들》에서 주전파 라마코스를 풍자하였고, 다음 작품 《개구리》에서는 그의 영예를 칭송했다. 펠로폰네소스 전쟁에 따라 일어난 시켈리아의 이오니아계 식민도시와 도리아계 식민도시의 싸움에 아테나이가 개입한 시켈리아 원정에서 라마코스는 니키아스, 알키비아데스와 함께 아테나이 군의 세 장군 한 사람으로 참가했지만, 패배를 하면서 전사했다.

## 생애
그는 나이를 먹어도 여전히 격렬한 기질을 가졌던 것으로 알려져 있으며, 전투에서 위험을 범하는 것을 좋아했다. 또한 그는 매우 가난한 장군으로 전투에 참가하고 있던 시기, 옷과 부츠의 대금을 아테나이 사람들에게 돈을 청구하고자 했다. 그는 용기와 전투 기술로 평가되고 있었지만, 전투에 필요한 재산이나 사회적 지위라는 것이 없었기 때문에 다른 장군들에 비해 열등한 것으로 간주되었다.
플루타르코스는 ‘플루타르코스 영웅전’의 〈페리클레스 전〉에서 라마코스를 처음으로 언급하고 있다. 라마코스는 참주 티메실레오스와 시노프의 시민을 지원하기 위해 13척으로 구성된 함대의 지휘권을 받았다. 이 전투는 기원전 438년부터 기원전 432년 사이, 즉 사모스 전쟁과 펠로폰네소스 전쟁 사이에 일어난 것으로 여겨진다. 펠로폰네소스 전쟁사의 저자 투키디데스는 기원전 424년에 라마코스가 공물을 모으기 위하여 에우크세이노스(현재 흑해)로 파견되었다고 밝혔다. 라마코스는 폰투스 지방으로 항해하다가 칼레크스 강(Calex)에 정박을 했다. 그러나 이때 갑자기 닥쳐온 홍수로 함대 중 10척을 잃었지만, 라마코스는 부하들을 무사히 칼케돈으로 보낼 수 있었다고 한다.
기원전 415년, 라마코스는 니키아스, 알키비아데스와 함께 시켈리아 원정군 장군으로 선출되었다. 라마코스는 시라쿠사이(시라쿠사) 공격에 즈음하여 시라쿠사이 군의 방어전 준비가 되어 있지 않은 가운데 최대한 빨리 아테나이 군을 돌입시켜야한다는 공격적인 전략을 제안했다. 그러나 시라쿠사이와의 교전을 하기도 전에 시켈리아 각지의 동맹 도시의 군대를 모아야한다는 알키비아데스의 제안이 채택되었다. 미국의 역사학자 도널드 케이건은 라마코스 전략이 채택되었더라면 아테나이 군은 신속한 승리를 거둘 수 있었을 것이라고 시사하고 있다. 그러나 아테나이 군은 시라쿠사이 군과의 전력 차이에도 불구하고 무참한 참패를 당했다. 기원전 414년, 시칠리아에서 라마코스 부대는 계략에 걸려 불리한 지형으로 밀어붙이는 압도적인 적군과의 전투에 의해 라마코스도 전사했다.